# Mauritisk rupie
Mauritisk rupie (Rs - Mauritian rupee eller Roupi) är den valuta som används i Mauritius utanför Afrikas östkust. Valutakoden är MUR. 1 rupie = 100 cent.
Valutan infördes 1877 och ersatte den mauritiska dollarn. 

## Användning
Valutan ges ut av Bank of Mauritius – BoM. Denna grundades 1967 och har huvudkontoret i Port Louis.

## Valörer
- mynt: 1, 5, 10 och 20 rupier
- underenhet: används ej, tidigare cent
- sedlar: 25, 50, 100, 200, 500, 1000 och 2000 MUR